# Kleiner Anjui
Der Kleine Anjui (russisch Малый Анюй/Maly Anjui) ist ein 738 Kilometer langer rechter Zufluss der Kolyma in Nordostsibirien jenseits des Polarkreises (Russland, Asien). Kurz vor der Mündung vereinigt sich der Fluss mit dem Großen Anjui zum Anjui.

## Verlauf
Der Kleine Anjui entfließt in 588 m dem auf dem Anadyr-Plateau gelegenen See Bolschoje Werchneje (russisch für Großer Oberer See) der Gytgylwegytgyn-Seen (tschukschisch Гытгыльвэгытгын). Er durchfließt die Mittelgebirgslandschaft westlich der Halbinsel Tschukotka in vorwiegend westlicher Richtung bis zum Zusammenfluss mit dem Großen Anjui zum Anjui am Ostrand des Kolyma-Tieflands. Der Anjui mündet bereits nach acht Kilometern in den Unterlauf der Kolyma. Großer und Kleiner Anjui sind schon gut 15 Kilometer oberhalb (südlich) ihres Zusammenflusses durch einen schmalen Arm verbunden.
Wichtigste Nebenflüsse sind von rechts Großer Keperwejem (Bolschoi Keperwejem) und Pogynden.
Der Kleine Anjui fließt fast im gesamten Verlauf auf dem Territorium des Autonomen Kreises der Tschuktschen, bis er unweit der Mündung den äußersten Nordosten der Republik Sacha (Jakutien) erreicht.

## Hydrographie
Das Einzugsgebiet des Kleinen Anjui umfasst 49.800 km². Der Fluss ist in Mündungsnähe über 400 Meter breit und zwei Meter tief; die Fließgeschwindigkeit beträgt 0,4 m/s.
Die mittlere Wasserführung beträgt am Mittellauf beim Messpunkt Ostrownoje, oberhalb der Einmündung des größten Nebenflusses Pogynden, noch 181 m³/s, bei einem monatlichen Minimum von 0,3 m³/s im April und einem Maximum von 898 m³/s im Juni.
Der Kleine Anjui friert für bis zu neun Monate im Jahr zu, wobei er im Ober- und Mittellauf bis zum Grund durchfrieren kann. Von Ende Mai bis Juni führt er Hochwasser.

## Wirtschaft und Infrastruktur
Der Kleine Anjui ist auf 102 Kilometern bis zum Dorf Anjuisk schiffbar.
Das durchflossene Gebiet ist insgesamt äußerst dünn besiedelt. Am Fluss liegen jedoch mehrere Siedlungen (Ilirnei, Keperwejem, Ostrownoje, Anjuisk), zudem am Nebenfluss Großer Keperwejem die Kleinstadt Bilibino mit dem nördlichsten Kernkraftwerk der Welt, das sein Kühlwasser dem Fluss entnimmt. Insbesondere im Umfeld von Bilibino gibt es einige Straßen.